# Михаилешти Попешти (Олт)
Михаилешти Попешти (рум. Mihăilești Popești) насеље је у Румунији у округу Олт у општини Скорничешти. Oпштина се налази на надморској висини од 188 m.

## Становништво
Према подацима из 2002. године у насељу је живело 387 становника, од којих су сви румунске националности.